# Anthurium striolatum
Anthurium striolatum är en kallaväxtart som beskrevs av Luis Aloysius, Luigi Sodiro. Anthurium striolatum ingår i släktet Anthurium och familjen kallaväxter. Inga underarter finns listade.